# Référendum danois sur la Constitution européenne
Pour les autres articles nationaux ou selon les autres juridictions, voir Référendum sur la constitution européenne.
 (novembre 2024).
Si vous êtes l’auteur de ce texte, vous êtes invité à donner votre avis ici. À moins qu’il soit démontré que l’auteur de la page autorise la reproduction et que ce contenu soit compatible avec les principes fondateurs de Wikipédia, cette page sera supprimée ou purgée au bout d’une semaine maximum. En attendant le retrait de cet avertissement, veuillez ne pas réutiliser ce texte.
 (novembre 2024).
Si vous disposez d'ouvrages ou d'articles de référence ou si vous connaissez des sites web de qualité traitant du thème abordé ici, merci de compléter l'article en donnant les références utiles à sa vérifiabilité et en les liant à la section « Notes et références ».
Le référendum danois sur la Constitution européenne est un référendum qui aurait dû avoir lieu le 27 septembre 2005 pour demander aux danois leur avis au sujet du traité établissant une Constitution pour l'Europe. Son report a été annoncé à la suite de la réunion du Conseil européen des 16 et 17 juin 2005, quelques jours après le rejet du traité lors du référendum en France, et une inversion des intentions de vote en faveur du « non » au Danemark.

## Cadre juridique
L'article 20 de la Constitution Danoise prévoit l'adoption des projets de loi autorisant la délégation de pouvoirs à des autorités supranationales à la majorité des 5/6 des membres du Folketing. Si cette majorité n'est pas obtenue et que le gouvernement maintient le projet de loi, celle-ci doit être soumise au référendum.
L'article 42 de la Constitution Danoise permet d'organiser un référendum sur tout texte de loi adopté par le Parlement. Le tiers des membres du Folketing doivent en faire la demande.
Dans les deux cas, le texte est rejeté quand la majorité des votants représentant au moins 30 % des électeurs inscrits votent contre.
Le 28 février 2005, le gouvernement libéral-conservateur danois et les partis social-démocrate, radical et socialiste du Peuple, dans l’opposition, se sont entendus sur la tenue d’un référendum sur la Constitution européenne le mardi 27 septembre 2005.
Le Premier ministre danois, Anders Fogh Rasmussen, prévient toutefois que le référendum ne serait maintenu au Danemark que si les 25 pays membres décidaient de poursuivre le processus de ratification lors du sommet européen des 16 et 17 juin.
À la suite de la réunion du Conseil européen des 16 et 17 juin, bien que ce dernier n'ait pas prononcé la suspension du processus de ratification, le Danemark a annoncé le report du référendum.

## Consignes des partis
Les partis appelant à voter pour le « oui » sont :
- Le parti Libéral (Venstre Danmarks Liberale Parti)
- Le parti radical (centristes) (Det Radikale Venstre)
- Le parti populaire socialiste (Socialistisk Folkeparti)
- Le parti social-démocrate, (Socialdemokratiet)
- Le parti conservateur (Det Konservative Folkeparti)

Les partis appelant à voter pour le « non » sont :
- Le parti du peuple danois (DF, Dansk Folkeparti), extrême droite
- La liste de l’Unité (extrême gauche vert-rouge), (Enhedslisten)

## Sondages
Les sondages montrent une opinion versatile et très indécise. À la suite du vote en France le 29 mai 2005, les intentions de vote se sont inversées plaçant le "non" en tête.
| Date du sondage               | «oui» | «probablement oui» | indécis | «probablement non» | «non» |
| ----------------------------- | ----- | ------------------ | ------- | ------------------ | ----- |
| 10 mars 2005                  | 57 %  |                    | 12 %    |                    | 26 %  |
| 11 avril 2005                 | 30 %  |                    | 48 %    |                    | 22 %  |
| début mai 2005                | 34 %  |                    | 39 %    |                    | 26 %  |
| 22 mai 2005                   | 42 %  | 11 %               | 12 %    | 7 %                | 25 %  |
| 3 juin 2005 (institut Gallup) | 34 %  |                    | 23 %    |                    | 38 %  |